# 75 років Кіровоградській області (монета)
«75 ро́ків Кіровогра́дській о́бласті» — ювілейна монета номіналом 5 гривень, випущена Національним банком України, присвячена одному з найбільш насичених мінеральними ресурсами краю, мінерально-сировинний потенціал якого — понад 340 родовищ корисних копалин. Цей аграрно-індустріальний регіон, багатий чорноземними ланами, розташований у межиріччі Дніпра і Південного Бугу, у центрі України.
Монету введено в обіг 9 січня 2014 року. Вона належить до серії «Області України».

## Опис монети та характеристики
| Номінал грн. | Метал                   | Маса, г | Діаметр, мм | Якість виготовлення       | Гурт                 | Тираж, штук |
| ------------ | ----------------------- | ------- | ----------- | ------------------------- | -------------------- | ----------- |
| 5            | нікелевий сплав, нордик | 9,4     | 28,0        | спеціальний анциркулейтед | секторальне рифлення | 20 000      |

### Аверс
На аверсі монети розміщено: угорі малий Державний Герб України, по колу написи: «НАЦІОНАЛЬНИЙ БАНК УКРАЇНИ» (угорі), «П'ЯТЬ ГРИВЕНЬ» (унизу), праворуч — логотип Монетного двору Національного банку України; у центрі — зображення Кіровоградського академічного українського музично-драматичного театру ім. М. Л. Кропивницького (театр корифеїв), під яким рік карбування монети — «2014», а також гіперболоїдної вежі В. Г. Шухова, символу мирного атома, сівалки, колосся та соняшника.

### Реверс
На реверсі монети зображено герб області, по колу розміщено написи: «КІРОВОГРАДСЬКА ОБЛАСТЬ» (угорі), «ЗАСНОВАНА У 1939 РОЦІ» (унизу).

## Автори

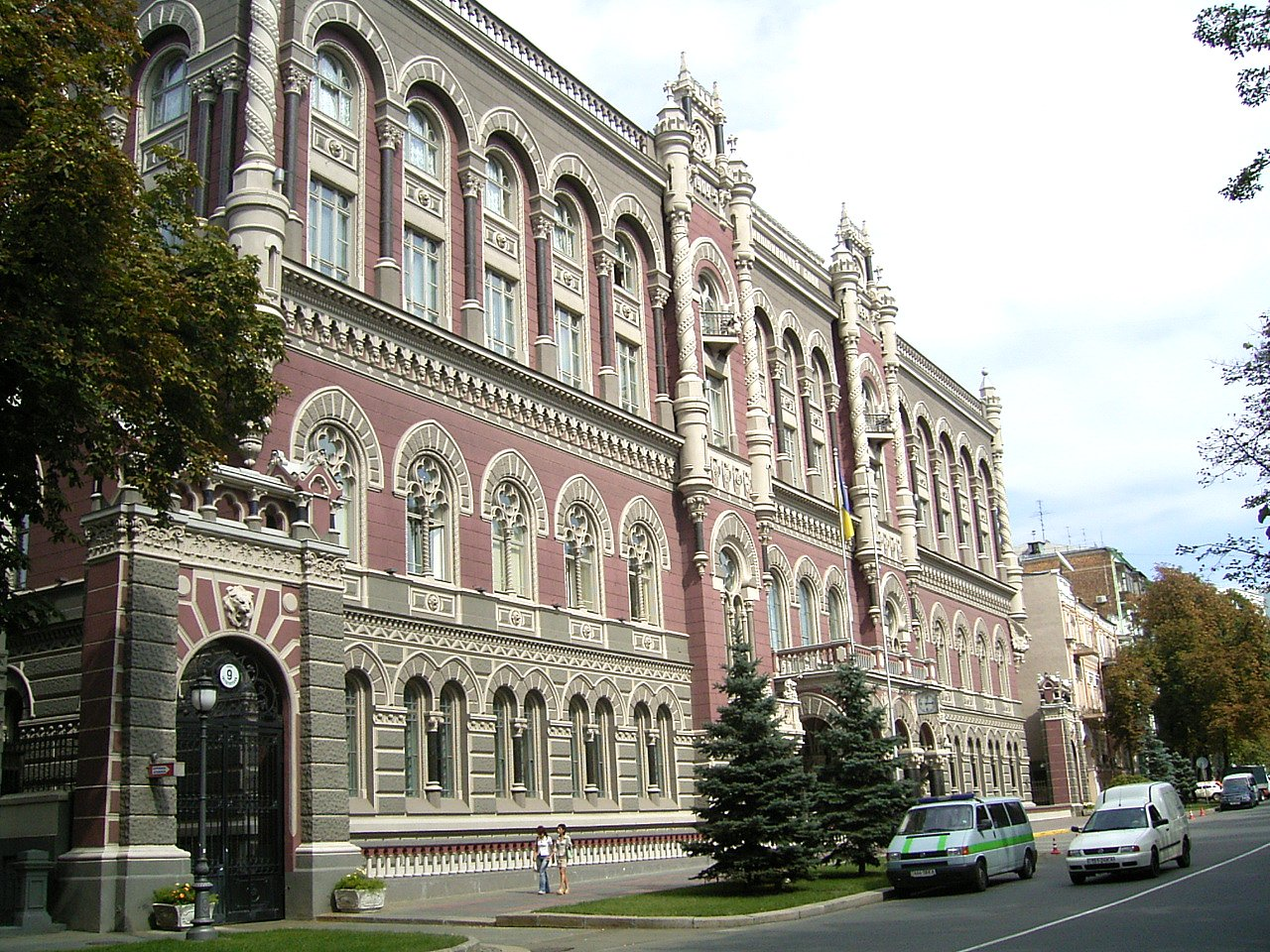
Будівля Національного банку України

- Художник — Іваненко Святослав.
- Скульптор — Іваненко Святослав.

## Вартість монети
Під час введення монети в обіг в 2014 році, Національний банк України реалізовував монету через свої філії за ціною 25 гривень.
Фактична приблизна вартість монети, з роками змінювалася так:
| Рік        | 2014 | 2015 | 2016 | 2017 | 2018 | 2019 | 2020 | 2021 | 2022 | 2023 | 2024  | 2025  |
| ---------- | ---- | ---- | ---- | ---- | ---- | ---- | ---- | ---- | ---- | ---- | ----- | ----- |
| Ціна, грн. | 70   | 100  | 210  | 450  | 470  | 580  | 500  | 490  | 520  | 970  | 2 050 | 3 500 |